# 혈도 (하동군)
혈도(穴島)는 경상남도 하동군 금남면에 있는 섬이다. 특정도서로 지정하여 관리되고 있다.

## 특정도서
혈도는 해식동이 발달하고, 거머리말 군락이 발달하였으며, 해조류 및 해안무척추동물상이 풍부하여 독도 등 도서지역의 생태계보전에 관한 특별법에 의거 특정도서로 지정되었다.
- 지정번호 : 제80호
- 면적 : 1,686m2
- 지번 : 경상남도 하동군 금남면 대치리 산129